# 玉津镇
玉津镇，是中华人民共和国四川省乐山市犍为县下辖的一个乡镇级行政单位。2019年12月，撤销塘坝乡和下渡乡，将原塘坝乡塘坝口街社区、跃进村、向坪村、镇江村、红光村、爱国村、尖山村和原下渡乡下渡口街社区、凯旋村、柏杨村、石龙村、文碧村、向荣村所属行政区域划归玉津镇管辖。

## 行政区划
玉津镇下辖以下地区：
凤岭社区、学府社区、西街社区、玉津社区、漱玉社区、河口朱石滩街社区、南盐社区、凤凰社区、互和社区、瑞雪社区、联合村、铜高村、机场村和和风村。